# タネ・マフタ

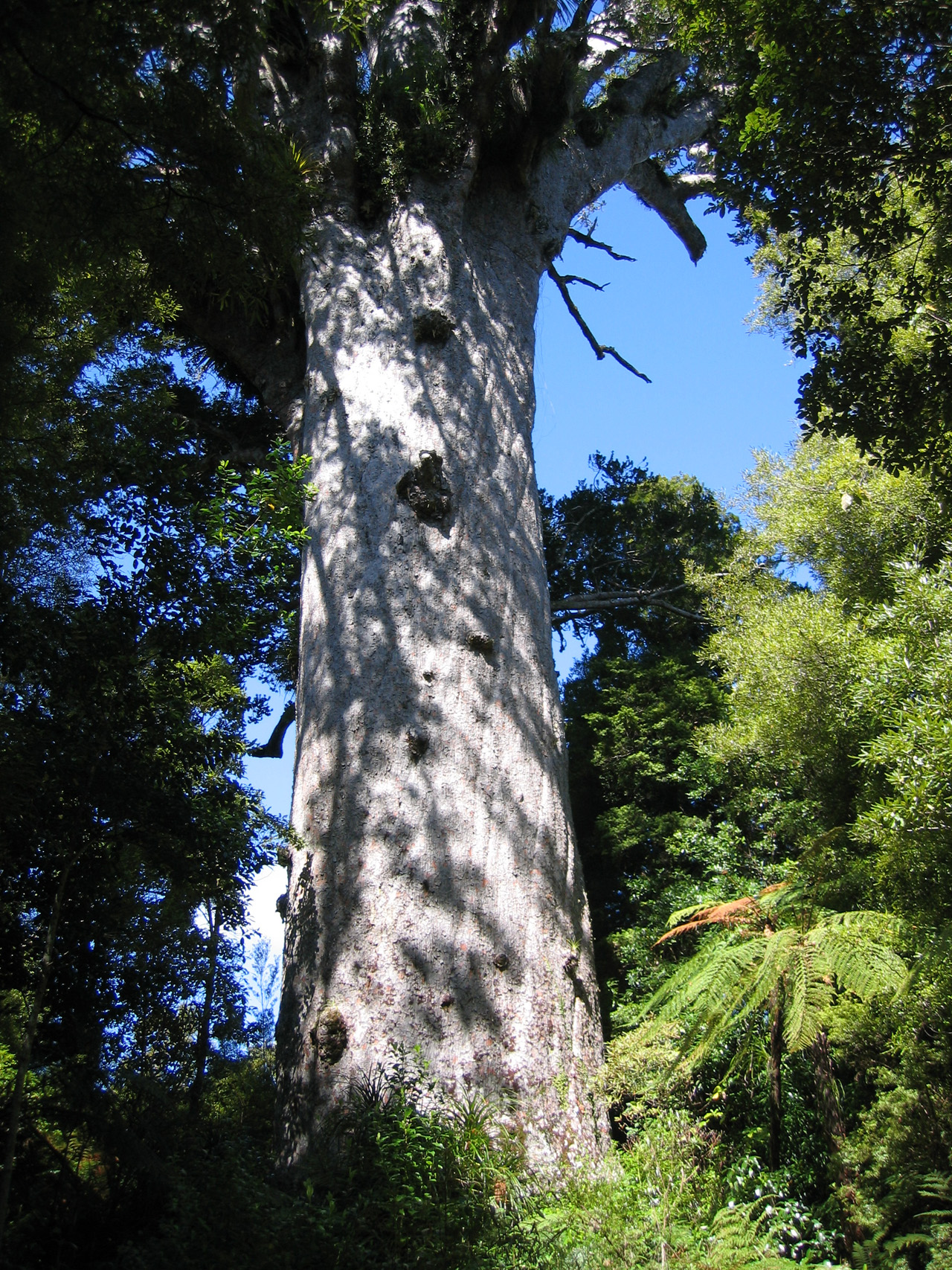
タネ・マフタ

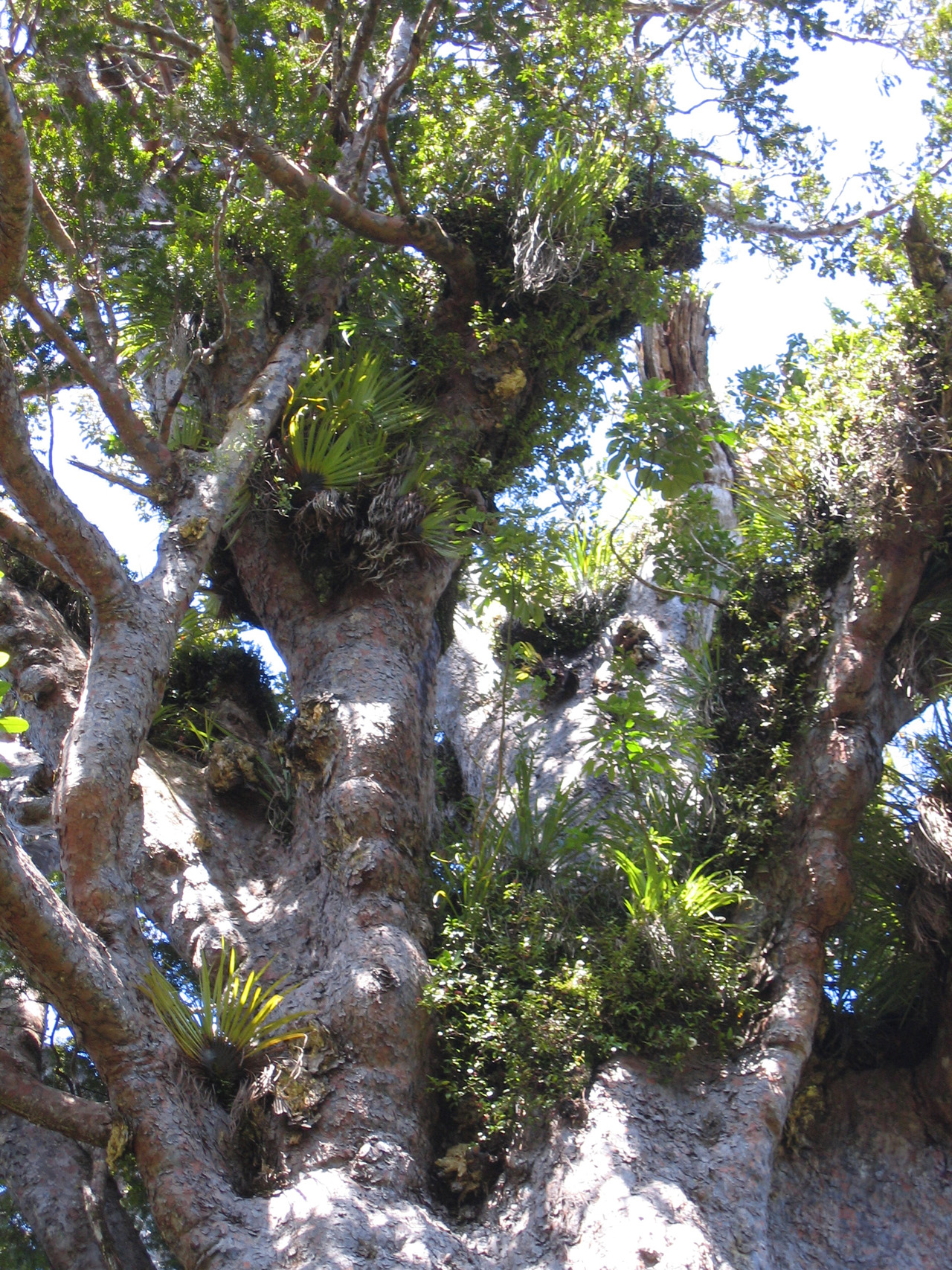
タネ・マフタの分枝部。様々な植物が繁茂する。

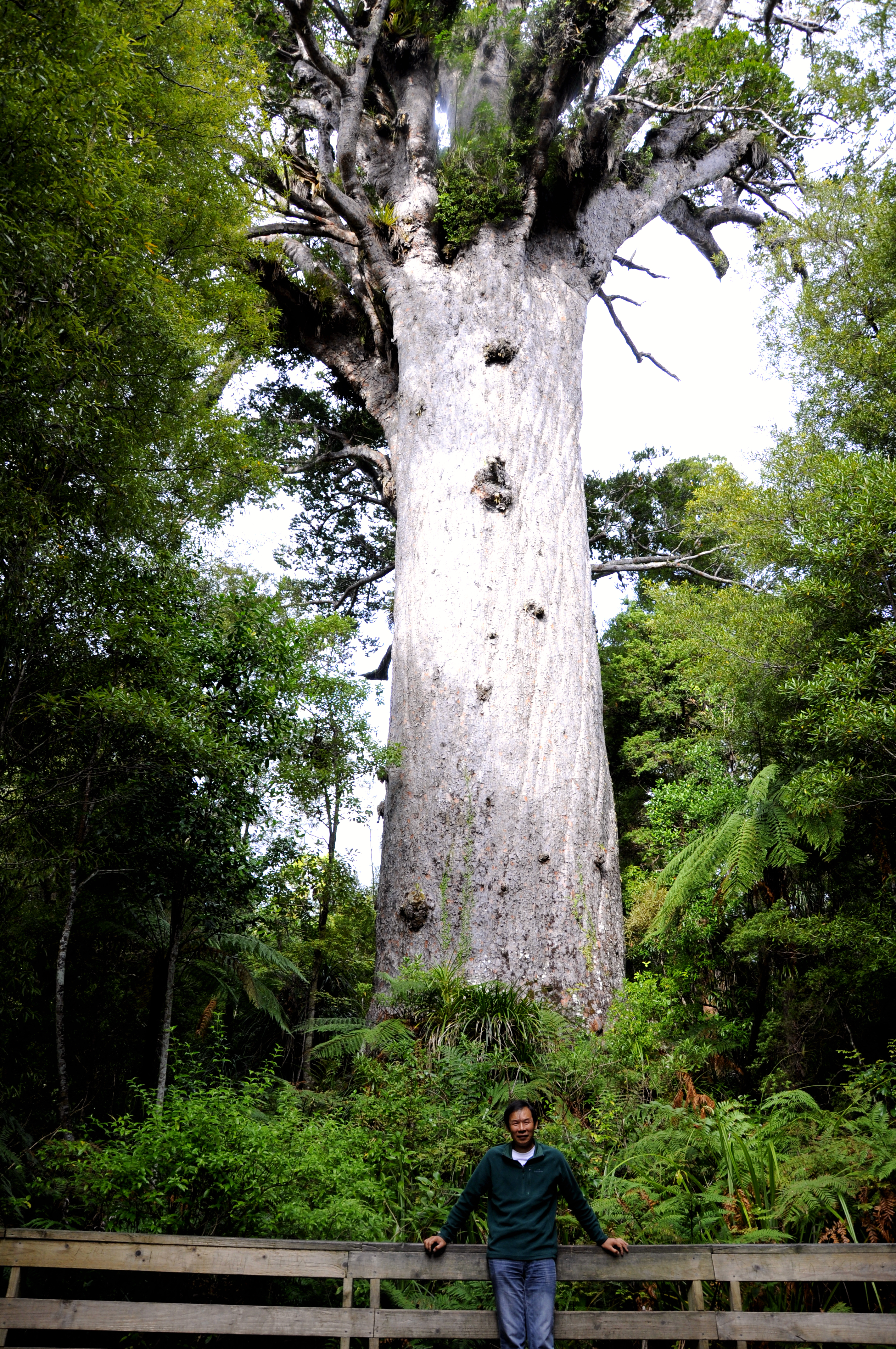
タネ・マフタ(Agathis australis)

タネ・マフタ (Tāne Mahuta) は、ニュージーランド北島のワイポウア森林保護区 にあるカウリ Agathis australis の巨木である。ニュージーランドにおいて最も有名で最も古い樹である。

## 概要
「タネ・マフタ」はマオリ語で「森の神」を意味する（ → Tāne）と共に、マオリのパンテオンの神の名でもある。タネ・マフタは現存する最大のカウリとして知られている。樹高51m、幹の円周は13.8mである。樹齢は定かではないが、1250年から2500年ほどであろうと見積もられている。詳細なサイズは以下の通り。
| 幹周り   | 13.77 m  |
| 幹の高さ | 17.68 m  |
| 樹高     | 51.2 m   |
| 体積     | 244.5 m3 |

この樹はかつてオークランド半島に広がっていた亜熱帯雨林の木々の残りである。近くには同じ巨木であるテ・マツア・ナヘレも立っている。タネ・マフタは1920年代、森林を貫く現在の国道12号線の調査の際に初めて発見、同定されたと考えられている。1928年には、この道路の建設にあたった Nicholas Yakas と原住民らによって再確認されている。

## 神話におけるタネ・マフタ
マオリの神話によれば、タネ・マフタは父なる天空神ランギヌイ（Ranginui; もしくは単に Rangi）と母なる地母神パパトゥアヌク（Papatuanuku; もしくは単に Papa）の息子とされている。しかし両者は抱き合ったままだったので外へ出ることができなかった。そこでタネマフタは父を押し上げると、巨木で支えて落ちてこないようにした。すると大地に太陽があたり、植物と動物が育ち始めた。茂った植物は母なる大地に森を纏わせた。森に棲む全ての生物はタネ・マフタの子供であると考えられている。
この神話は、エジプト神話にある、大地の神ゲブ（兄にして夫）と天空の女神ヌト（妹にして妻）が抱き合っていてシューによって引き離される話と類似性がある。

## 縄文杉と「姉妹木」の締結
2009年4月、屋久島縄文杉とタネ・マフタは世界で始めての「姉妹木」の締結を交わした。